# Wiesbaden-Auringen
Auringen ist ein Ortsbezirk der hessischen Landeshauptstadt Wiesbaden.

## Geographie

### Geographische Lage
Auringen liegt an der nordöstlichen Stadtgrenze von Wiesbaden. Der oval geformte Ortskern erhebt sich, von Feldfluren umgeben, auf dem Hügel, der zwischen dem Aubach und dem Wickerbach liegt und zu dessen Füßen beide Gewässer sich vereinigen.
Der neuere Teil Auringens, die Siedlung Am Rotenberg, erstreckt sich östlich des Aubachs lang und schmal in Nord-Süd-Richtung entlang der Landesstraße L 3028 vom Nordportal des Schulwaldtunnels der Eisenbahn-Schnellfahrstrecke Köln–Rhein/Main bis zur Station Auringen-Medenbach der Ländchesbahn. Zwischen dem Ortskern und der Neubausiedlung liegt im Aubachtal, auf einer Strecke von 200 m, nur ein einziges kleines Haus.

### Nachbarorte
Nachbarstadtteile sind Naurod, Medenbach, Heßloch und Kloppenheim. Nicht zu Wiesbaden gehörend grenzt Eppstein (Main-Taunus-Kreis) mit dem Stadtteil Bremthal an Auringen.

### Klima
Durch die taunusnahe Lage hat Auringen ein typisches Mittelgebirgsklima, durch die stadtentfernte Lage ist die Temperatur niedriger und die Luft „besser“ als im Kern von Wiesbaden.

## Geschichte

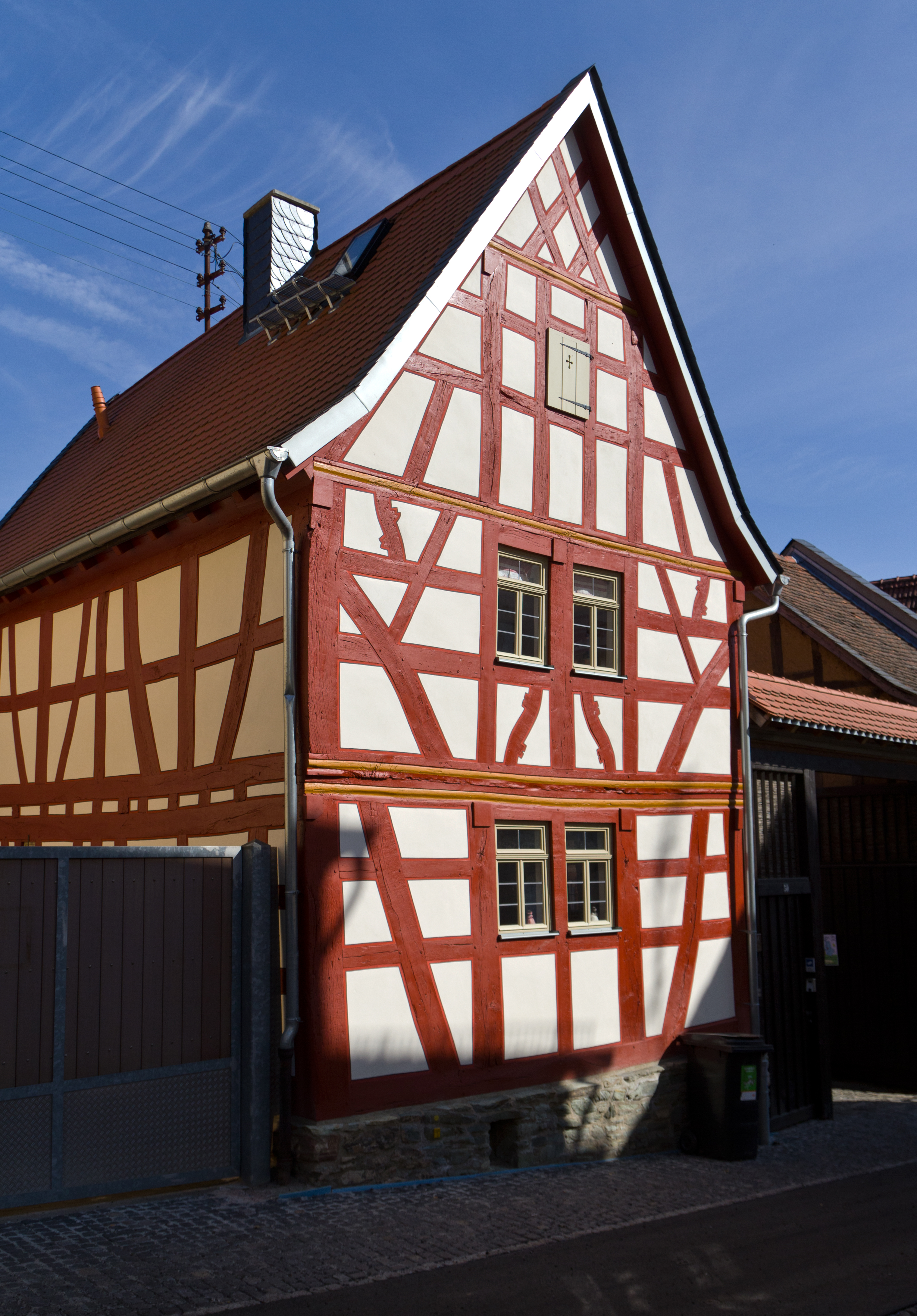
Fachwerkhaus im Ortskern

### Bis zum 17. Jahrhundert
Das genaue Gründungsjahr Auringens lässt sich heute leider nicht mehr mit Gewissheit festlegen. Sicher ist jedoch, dass es Siedlungen in der Region bereits in der Bronzezeit gegeben hat, und auch Gräber aus der Hallstattzeit (800–400 v. Chr.) sind in den Wäldern um Auringen gefunden worden.
Offiziell gilt 1252 als das Jahr, in dem Auringen (bzw. „Urungen“, wie es wohl genannt wurde) zum ersten Mal urkundlich erwähnt wird. Allerdings wird der Name Aoringon angeblich bereits in Urkunden des Klosters zu Bleidenstadt um das Jahr 897 in einem Güterverzeichnis erwähnt. Da die Urkunden dieses Klosters aus der Zeit von Experten jedoch immer wieder angezweifelt werden, kann diese frühe Entstehung der Siedlung nicht manifestiert werden. Interessant ist allerdings auch, dass in einem Dekret König Heinrichs IV. vom 25. Februar 1062 ein Gütertausch zwischen dem Kloster von Bleidenstadt und dem Bischof Arnold von Worms bestätigt wird. Auch hier ist zwar wieder das Kloster Bleidenstadt genannt, allerdings sollte man davon ausgehen können, dass ein königliches Dekret der Wahrheit entspricht. Die nächste Erwähnung Auringens folgt dann am 13. März 1252, als es zwischen Gotfried von Bingen und dem Kloster St. Jakob (Mainz) zu einem Streit um verschiedene Orte, darunter Auringen, kommt.
Ab dem 13. Jahrhundert gehörte Auringen politisch zu Nassau. Im Jahr 1404 werden die Höfe von Kloppenheim und Auringen von Philipp I. von Nassau-Saarbrücken und Adolf II. von Nassau-Wiesbaden geteilt.
Auringen spielte damals eine wichtige Rolle, da in seiner Nähe die Grenzen der anliegenden Gebiete Nassau-Idstein, Curmainz und Hessen-Darmstadt zusammenliefen. Am Punkt, an dem alle drei Gebiete aufeinander stießen steht noch heute der sogenannte Dreiherrenstein. Dabei handelt es sich um einen dreieckigen Stein, in dessen drei Seiten die Abkürzungen NI (Nassau-Idstein), CM (Curmainz) und HD (Hessen-Darmstadt), sowie das Datum 1730 eingeschlagen sind. Da Auringen in dieser Zeit noch keine Kirche hatte (es gehörte bis 1718 zu Kloppenheim), bekam es nur wenig finanzielle Unterstützung und war so immer schon davon bedroht, von den umliegenden Gemeinden einverleibt zu werden. Auch schulisch und politisch war es lange Zeit von Anderen abhängig.

### 17. und 18. Jahrhundert
Der Dreißigjährige Krieg machte auch vor Auringen nicht halt. Muss das Dorf davor noch wohlhabend gewesen sein, immerhin lebten damals 26 Familien hier, schrumpfte die Bevölkerung wie überall dramatisch zusammen. 3 Jahre nach dem Krieg waren nur noch 8 Einwohner übrig. Ganze Dörfer um Auringen verschwanden während dieser barbarischen Zeit. So soll es nahe dem heutigen Wellinger eine Siedlung gegeben haben, ebenso gab es dort, wo die heutige Siedlung „Auf den Erlen“ ist, ein großes Gehöft.
Der Schultheiß Hans Peter Ernst ließ 1686 für Auringen ein Lagerbuch anfertigen, in dem die Besitztümer der Einwohner genau festgehalten wurden. Darin ist von immerhin 17 Hofreithen die Rede. Zu diesem Zeitpunkt hatte Auringen allerdings (durch die Wirren des Dreißigjährigen Krieges) bereits Gemarkungen verloren (z. B. den Hockenberg). Aus diesem Lagerbuch lassen sich die damaligen Grenzen nachvollziehen. Die Festlegung der Grenzen brachte aber, was den „nachbarschaftlichen Frieden“ mit den umgebenden Gemeinden betraf, keine Besserung. Grenzkonflikte gab es vor allem mit Medenbach immer wieder, wie ein „besonderes“ Ereignis von 1723 zeigt:
In dem Sommer sind einige Schweine der Auringer über die Gemarkungsgrenze nach Medenbach gelaufen, die dort von den „Hessen“ eingefangen wurden und nach Wildsachsen gebracht wurden. Die Auringer waren aufgefordert, ein Lösegeld von 50 Gulden zu zahlen. Die Auringer formierten sich daraufhin in der folgenden Nacht unter der Führung des Schultheißen Johann Nikolaus Ruf (1708–1733) und führten die Schweine nach Auringen zurück, ohne sich um das Geschrei wegen der Grenzverletzung zu kümmern. Auch auf der anderen Seite des Dorfes gab es Auseinandersetzungen. So gab es immer wieder Ärger um die Wiesen zwischen Auringen und Kloppenheim. Als es eines Tages wieder besonders heftig war, sollen die Auringer mit Sensen und Stöcken auf die Kloppenheimer losgegangen sein und diese kräftig aufgemischt haben.

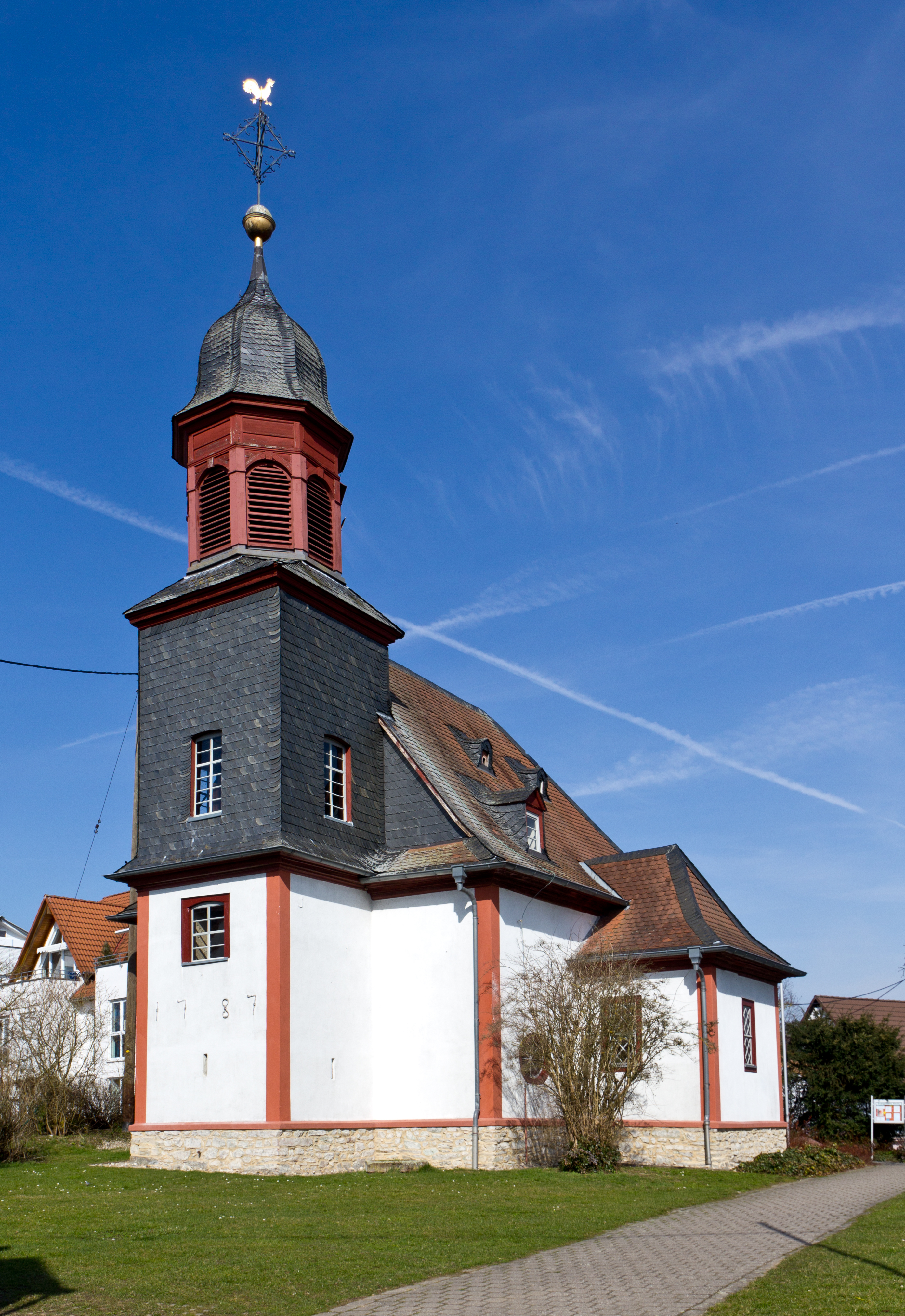
Evangelische Kirche

Um 1707 wurde in Auringen der erste Dorfschullehrer angestellt. Damit errang Auringen etwas mehr Unabhängigkeit von Kloppenheim, wohin bis dato alle Schüler geschickt wurden. 1716 erreichte der Schultheiß Johann Niklas Ruf dann vor dem Landesherren, dass Auringen eine eigene Kirche bauen durfte. Am 12. August dieses Jahres wurde der Grundstein gelegt. Ostern 1717 wurden in Auringen bereits 4 Jungen und 3 Mädchen konfirmiert. Der Turm der Kirche wurde erst später (1787) ergänzt.
Während der französischen Revolution 1789–1799 hatte Auringen zu leiden. Als Mainz französisch besetzt war, mussten die umliegenden Regionen, darunter auch Auringen Schanzarbeiten durchführen. Als anschließend Mainz von den preußischen Truppen belagert war, diente Auringen als Winterlager. Die Preußen wurden 1793 von österreichischen und sächsischen Truppen abgelöst.
Als das Land dann zum zweiten Mal von den Franzosen überrannt wurde, wüsteten sie übel und hinterließen auch bei ihrem Rückzug vor den kaiserlichen Truppen Angst und Schrecken.
Am 12. Juli 1796 kamen die französischen Truppen zum dritten Mal. Aus Angst vor erneuten Übergriffen hatten sich viele Auringer und Nauroder samt Vieh in die Wälder zurückgezogen.

### 19. Jahrhundert
Da Nassau mit seinen Besitzungen den Rheinbund angehörte, mussten auch aus dieser Gegend während der napoleonischen Eroberungskriege Männer ins Gefecht. Als Napoleon schließlich bei Leipzig eine Niederlage erlitt (16.–19. Oktober 1813), zogen sich die Franzosen bis nach Mainz zurück. Am 17. November 1813 fielen in Auringen die ersten Kosaken ein. Gegen diese hatten sich die Franzosen noch harmlos verhalten. Die Russen plünderten alles, was sie tragen konnten. Alles andere wurde in Brand gesetzt und zerstört. Selbst Tiere wurden qualvoll misshandelt, während sich die Bewohner in den umliegenden Wäldern versteckten.
1820 wurde in Auringen die erste „ordentliche“ Wasserstelle am Lindenborn eingerichtet. Später kamen weitere hinzu. Bis 1902 wurde an diesem Brunnen das Wasser geholt; der Sage der Alten nach hatte dort auch der Klapperstorch sein „Lager“.
Als 1870/1871 der Deutsch-Französische Krieg tobte, nahmen daran auch 24 Auringer Bürger teil, von denen 23 gesund zurückkehrten. Das einzige Opfer, dass man zu beklagen hatte, war Johann Georg Ruf, der an der Ruhr erkrankte und bei Paris verstarb. Zum Gedenken wurde am Lindenborn eine Erinnerungslinde gepflanzt und in der evangelischen Kirche eine Gedenktafel angebracht. Über 100 Jahre später sollte an derselben Stelle wieder eine Linde gepflanzt werden, um die Erinnerung nicht ganz zu verlieren, doch durfte man dies nicht. Kaum ein Jahr später stand an dieser Stelle eine Weide, die von allen gehegt und gepflegt wurde, von der aber niemand wusste, wie diese dort hingekommen war. Aber auch die steht heute nicht mehr. Ein Stück weiter auf der Wiese wird derzeit ein Biotop errichtet, als Ausgleich für die auf der anderen Straßenseite (auf dem Pumpengrundstück der alten Molkerei) entstehende Siedlung.
1879 wurde Auringen durch die Eröffnung der Bahnlinie Wiesbaden-Niedernhausen, wobei Auringen und Medenbach einen gemeinsamen Bahnhof erhielten, mit öffentlichen Verkehrsmitteln erreichbar. Auf diesem Wege hatten nun auch viele Arbeiter die Möglichkeit, in Biebrich bei den chemischen Werken Albert, sowie in der "Rotfabrik", den Farbwerken Hoechst ihr Geld zu verdienen. Sie läuteten damit den Wandel Auringens vom Bauerndorf zum Wohndorf ein.

### 20. Jahrhundert
Im Ersten Weltkrieg wurden aus Auringen 100 Mann eingezogen, von denen 19 im Krieg fielen. Zu ihren Ehren wurde ein Denkmal errichtet (heute steht es, nach mehrmaligem Umzug vor dem Friedhof). Nach Kriegsende wurde Auringen wieder von Truppen besetzt; erst überfluteten die zurückweichenden deutschen Truppen die Gegend, anschließend kamen die Franzosen.
1934 wurde die Freiwillige Feuerwehr Auringen gegründet.
Im Zweiten Weltkrieg mussten aus Auringen wieder 100 Mann zu den Waffen, von denen 16 gefallen sind, und 9 als vermisst gelten. Vom eigentlichen Kriegsgeschehen bekam man in Auringen bis zum 2. Februar 1945 nicht allzu viel mit, bis in dieser Nacht Bomber über der ganzen Gegend Bomben abwarfen. 16 Höfe wurden dadurch zerstört. Am 23. März 1945 rückten die amerikanischen Truppen an, vor denen die zurückweichenden Nazis durch Auringen marschierten. Schnell jedoch war Auringen eingenommen, und ohne große Zwischenfälle konnte man sich auf ein Ende des Krieges freuen.
1970 wurde nach langen Diskussionen die Busverbindung nach Wiesbaden durch die Linie 21 hergestellt.
Am 18. September 1975 wurde als Gemeinschaftsprojekt der Gemeinden Auringen und Naurod die Kläranlage in Betrieb genommen, die mit einer Effizienz von 90–95 Prozent als eine der fortschrittlichsten galt. Diese wird wohl in absehbarer Zeit stillgelegt, da die Abwässer nach Wiesbaden in das neue Hauptklärwerk gefördert werden sollen.

### Religionen

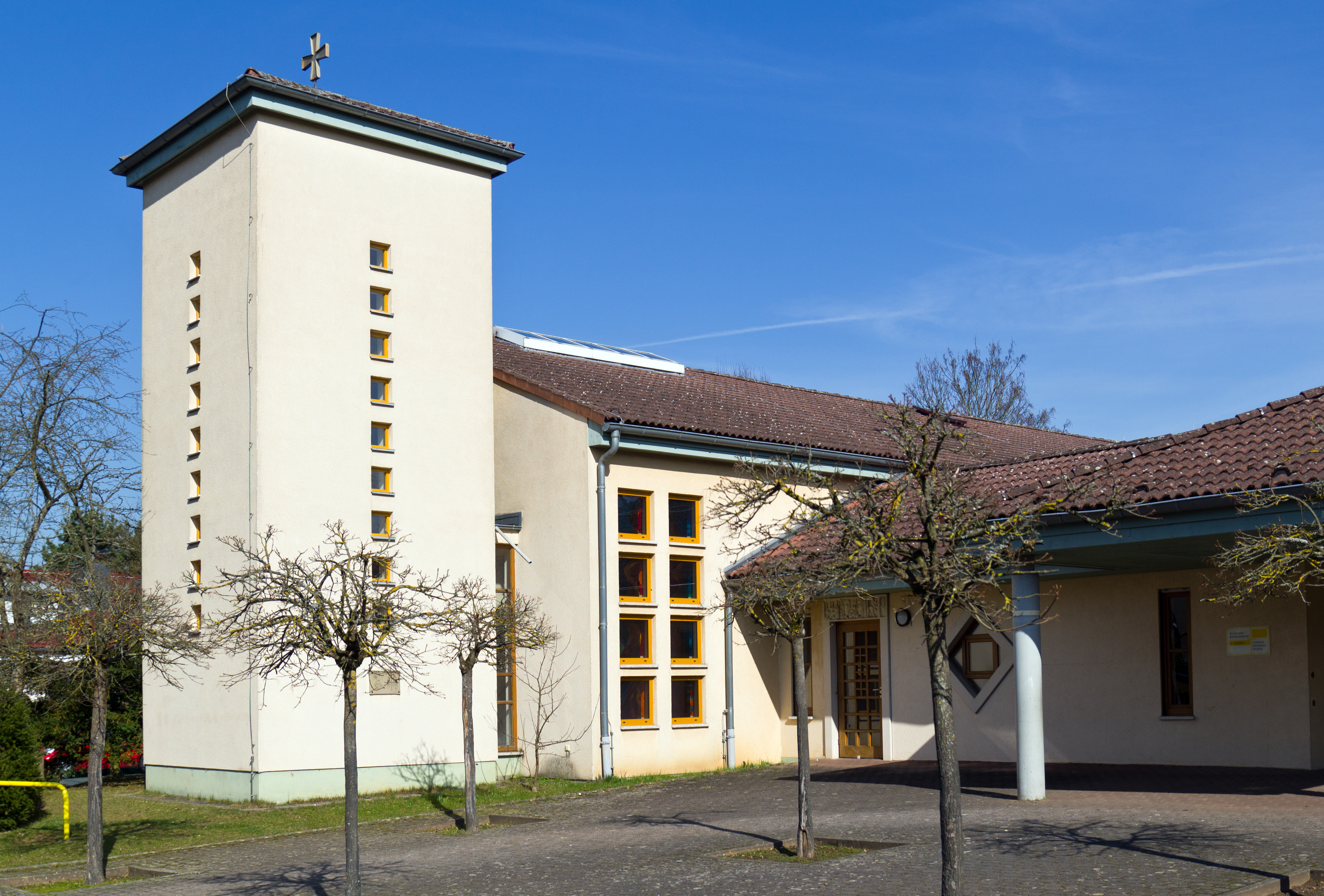
Katholische Pfarrkirche St. Elisabeth

Auringen besitzt im alten Ortskern eine Evangelische Kirche und im neuen Ortsteil eine katholische Kirche, an der auch ein Kindergarten angebunden ist. Im neuen Ortsteil Tannenring befindet sich ein Königreichssaal der Zeugen Jehovas.

### Eingemeindung
Auringen wurde am 1. Januar 1977 im Zuge der Gebietsreform in Hessen nach Wiesbaden eingemeindet. Zuvor war Auringen eine eigenständige Gemeinde im Main-Taunus-Kreis.

## Politik

### Wahlergebnisse zum Ortsbeirat
- SPD: 2
- Grüne: 1
- BFW: 2
- CDU: 2

Seit der Eingemeindung 1977 wird im Rahmen der Kommunalwahlen in Hessen auch der Ortsbeirat des Ortsbezirkes Auringen gewählt (Angaben in der Tabelle in Prozent).
|      | CDU  | SPD  | GRÜNE | FDP | REP | BFW  | Wahlbeteiligung |
| 2021 | 29,5 | 25,1 | 20,7  | –   | –   | 24,6 | 60,8            |
| 2016 | 47,3 | 25,3 | 13,6  | –   | –   | 13,8 | 59,6            |
| 2011 | 39,1 | 21,3 | 14,9  | 1,3 | –   | 23,3 | 56,3            |
| 2006 | 41,9 | 19,1 | 11,1  | –   | –   | 28,0 | 55,7            |
| 2001 | 32,7 | 26,2 | 9,8   | –   | 1,9 | 29,4 | 62,2            |
| 1997 | 22,6 | 25,0 | 8,6   | –   | 7,0 | 36,7 | 71,6            |
| 1993 | 26,2 | 33,2 | –     | –   | –   | 40,6 | 72,3            |
| 1989 | 26,1 | 38,8 | –     | 4,0 | –   | 31,1 | 79,2            |
| 1985 | 38,7 | 27,5 | 7,0   | 2,6 | –   | 24,1 | 76,3            |
| 1981 | 42,3 | 27,6 | –     | 6,5 | –   | 23,6 | 74,5            |
| 1977 | 41,7 | 32,6 | –     | 4,6 | –   | 21,1 | 78,1            |

Aus den einzelnen Wahlergebnissen ergab sich jeweils folgende Sitzverteilung (bis 1997 galt die Fünf-Prozent-Hürde):
|      | CDU | SPD | GRÜNE | BFW | Gesamt |
| 2021 | 2   | 2   | 1     | 2   | 7      |
| 2016 | 3   | 2   | 1     | 1   | 7      |
| 2011 | 3   | 1   | 1     | 2   | 7      |
| 2006 | 3   | 1   | 1     | 2   | 7      |
| 2001 | 2   | 2   | 1     | 2   | 7      |
| 1997 | 2   | 2   | 1     | 2   | 7      |
| 1993 | 2   | 2   | –     | 3   | 7      |
| 1989 | 2   | 3   | –     | 2   | 7      |
| 1985 | 3   | 2   | –     | 2   | 7      |
| 1981 | 3   | 2   | –     | 2   | 7      |
| 1977 | 3   | 3   | –     | 1   | 7      |

### Wappen
| Wappen von Auringen | Blasonierung: „In Blau eine aufgehende goldene Sonne mit Strahlenkranz, überhöht von einem silbernen Schild mit grün bewurzelter Linde.“ |
| Wappen von Auringen | Wappenbegründung: Diesem am 18. Juni 1952 amtlich verliehenen Wappen liegen zwei Ortssiegel zugrunde: 1. das AVRINGER GERICHTSSIGEL von 1700, das über einem Schäfer und einem Spruchband mit den Buchstaben A D E („Aurora dormientem excitat“ = „Die Morgenröte weckt den Schlafenden“) die strahlende Sonne zeigt; und 2. das gegen Ende des 19. Jahrhunderts eingeführte Gemeindesiegel mit einer Linde im Schild. Zwischen diesen beiden Siegeln hat die Gemeinde im 19. Jahrhundert (von 1816 bis etwa 1890) Schriftsiegel geführt. Das alte sinnige Bild der Aurora mit seinem „redenden“ Hinweis auf den Ortsnamen, das in der Gemeinde völlig vergessen war, konnte nicht ohne das jüngere, heute noch lebenskräftige Symbol, die 1871 beim Gemeindebrunnen gepflanzte Gemeindelinde, übernommen werden. Die Tingierung war bestimmt durch den altnassauischen Charakter des Ortes. |

## Wirtschaft und Infrastruktur

### Verkehr
Auringen liegt verkehrstechnisch günstig nah an der A 3 und die Wiesbadener Innenstadt ist mit dem Auto in ca. 20 bis 25 Minuten erreichbar.
Außerdem verfügt Auringen über den Haltepunkt Auringen-Medenbach an der Ländchesbahn zwischen Wiesbaden und Niedernhausen, an dem eine stündliche (zu Stoßzeiten halbstündliche) Verbindung in beide Richtungen besteht.
Seit 1970 ist Auringen mit Stadtbussen an den Nahverkehr in Wiesbaden mit der ESWE-Linie 21 und bei Nacht mit der ESWE-Linie N10 angebunden.

## Öffentliche Einrichtungen
Auringen verfügt über eine eigene Ortsverwaltung, die in der ehemaligen Grundschule untergebracht ist, eine Mehrzweckhalle, einen Sportplatz und drei Tennisplätze, die Freiwillige Feuerwehr Auringen, einen Supermarkt und zwei Kindertagesstätten.